# Leptorhynchoides plagicephalus
Leptorhynchoides plagicephalus is een soort in de taxonomische indeling van de Acanthocephala (haakwormen). De worm wordt meestal 1 tot 2 cm lang. Ze komen algemeen voor in het maag-darmstelsel van ongewervelden, vissen, amfibieën, vogels en zoogdieren.
De haakworm komt uit het geslacht Leptorhynchoides en behoort tot de familie Rhadinorhynchidae. Leptorhynchoides plagicephalus werd in 1821 beschreven door Westrum.